# Список населённых пунктов городского округа Люберцы
В списке представлены населённые пункты городского округа Люберцы Московской области и соответственно го́рода областного подчинения Люберцы с административной территорией.
Перечень населённых пунктов, их наименование и тип даны в соответствии с Законом Московской области от 21 апреля 2017 года N 56/2017-ОЗ «О границе городского округа Люберцы» и с учётными данными административно-территориальных и территориальных единиц Московской области.
На территории городского округа (города областного подчинения с административной территорией) расположены 22 населённых пункта: из которых 8 городских (в том числе 1 город, 7 посёлков городского типа) и 14 сельских (в том числе 4 посёлка и 10 деревень).
| №  | Населённый пункт  | Тип                     | Население (чел.) |
| -- | ----------------- | ----------------------- | ---------------- |
| 1  | Балластный Карьер | посёлок                 | ↘26              |
| 2  | Дзержинский       | город                   | ↘57 434          |
| 3  | Егорово           | посёлок                 | ↗438             |
| 4  | Жилино-1          | посёлок городского типа | ↗364             |
| 5  | Жилино-2          | посёлок                 | ↗299             |
| 6  | Кирилловка        | деревня                 | ↗399             |
| 7  | Красково          | посёлок городского типа | ↗27 645          |
| 8  | Лукьяновка        | деревня                 | ↗21              |
| 9  | Люберцы           | город                   | ↗236 339         |
| 10 | Малаховка         | посёлок городского типа | ↘25 670          |
| 11 | Марусино          | посёлок городского типа | ↗9206            |
| 12 | Машково           | деревня                 | ↘84              |
| 13 | Мирный            | посёлок городского типа | ↗3094            |
| 14 | Мотяково          | деревня                 | ↘134             |
| 15 | Октябрьский       | посёлок городского типа | ↗25 947          |
| 16 | Пехорка           | деревня                 | ↗313             |
| 17 | Сосновка          | деревня                 | ↘0               |
| 18 | Токарёво          | деревня                 | ↘381             |
| 19 | Томилино          | посёлок городского типа | ↗30 597          |
| 20 | Торбеево          | деревня                 | ↘27              |
| 21 | Хлыстово          | деревня                 | ↘3               |
| 22 | Часовня           | деревня                 | ↘197             |
| 23 | Чкалово           | посёлок                 | ↘278             |